# Eleição presidencial na Coreia do Sul em 1992

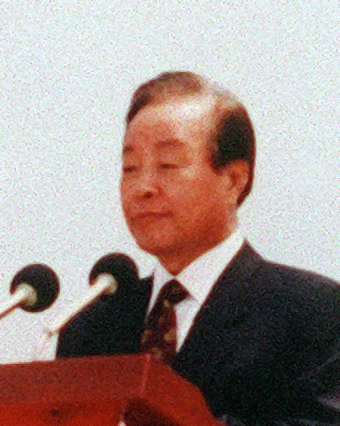
Kim Young-sam, foi o presidente eleito em 1992

As eleições presidenciais na Coreia do Sul em 1992 foi realizada em 18 de dezembro. Kim Young-sam  foi o presidente eleito.

## Resultados
| Candidato                                                            | Partido                                                              | Votos      | % dos votos | % dos votos |
| -------------------------------------------------------------------- | -------------------------------------------------------------------- | ---------- | ----------- | ----------- |
| Kim Young-sam                                                        | Estados liberais democratas (민주자유당)                             | 9.977.332  | 42,0%       |             |
| Kim Dae-jung                                                         | Partido Democrático (민주당)                                         | 8.041.284  | 33,8%       |             |
| Chung Ju-yung                                                        | Unificação Partido Popular (통일국민당)                              | 3.880.067  | 16,3%       |             |
| Park Chan-jong                                                       | Novo Partido da Reforma Política (신정치개혁당)                      | 1.516.047  | 6,4%        | 6,4%        |
| Baek Gi-Wan                                                          | Independente                                                         | 238.648    | 1,0%        | 1,0%        |
| Kim Ok-sun                                                           | Independente                                                         | 86.292     | 0,4%        | 0,4%        |
| Lee Byeong-ho                                                        | Partido da Justiça Coreana                                           | 35.739     | 0,22%       | 0,22%       |
| Votos nulos                                                          | Votos nulos                                                          | 319.761    | 0,6%        | 0,6%        |
| (Total de eleitores: 29.422.658 – Taxa de participação: 81,9%) Total | (Total de eleitores: 29.422.658 – Taxa de participação: 81,9%) Total | 24.095.170 | 100%        | 100%        |

| provincias · cidades |                   |                   |                 |                 |                   |                   |
| -------------------- | ----------------- | ----------------- | --------------- | --------------- | ----------------- | ----------------- |
| provincias · cidades |                   |                   |                 |                 |                   |                   |
| provincias · cidades | Kim Young-sam DLP | Kim Young-sam DLP | Kim Dae-jung DP | Kim Dae-jung DP | Chung Ju-yung UPP | Chung Ju-yung UPP |
| provincias · cidades | Votes             | %                 | Votes           | %               | Votes             | %                 |
| Seoul                | 2,167,298         | 36.4%             | 2,246,326       | 37.7%           | 1,070,629         | 18.0%             |
| Busan                | 1,551,473         | 73.3%             | 265,055         | 12.5%           | 133,907           | 6.3%              |
| Daegu                | 690,245           | 59.6%             | 90,641          | 7.8%            | 224,642           | 19.4%             |
| Incheon              | 397,361           | 37.3%             | 338,538         | 31.7%           | 228,505           | 21.4%             |
| Gwangju              | 14,504            | 2.1%              | 652,337         | 95.8%           | 8,085             | 1.2%              |
| Daejeon              | 202,137           | 35.2%             | 165,067         | 28.7%           | 133,646           | 23.3%             |
| Gyeonggi             | 1,254,025         | 36.3%             | 1,103,498       | 32.0%           | 798,356           | 23.1%             |
| Gangwon              | 340,528           | 41.5%             | 127,265         | 15.5%           | 279,610           | 34.1%             |
| Chungcheongbuk       | 281,678           | 38.3%             | 191,743         | 26.0%           | 175,767           | 23.4%             |
| Chungcheongnam       | 351,789           | 36.9%             | 271,921         | 28.5%           | 240,400           | 25.2%             |
| Jeollabuk            | 63,175            | 5.7%              | 991,483         | 89.1%           | 35,923            | 3.2%              |
| Jeollanam            | 53,360            | 4.2%              | 1,170,398       | 92.2%           | 26,686            | 2.1%              |
| Gyeongsangbuk        | 991,424           | 64.7%             | 147,440         | 9.6%            | 240,646           | 15.7%             |
| Gyeongsangnam        | 1,514,043         | 72.3%             | 193,373         | 9.2%            | 241,135           | 11.5%             |
| Jeju                 | 104,292           | 40.0%             | 85,889          | 32.9%           | 42,130            | 16.1%             |